# Champagne (Pferdefarbe)

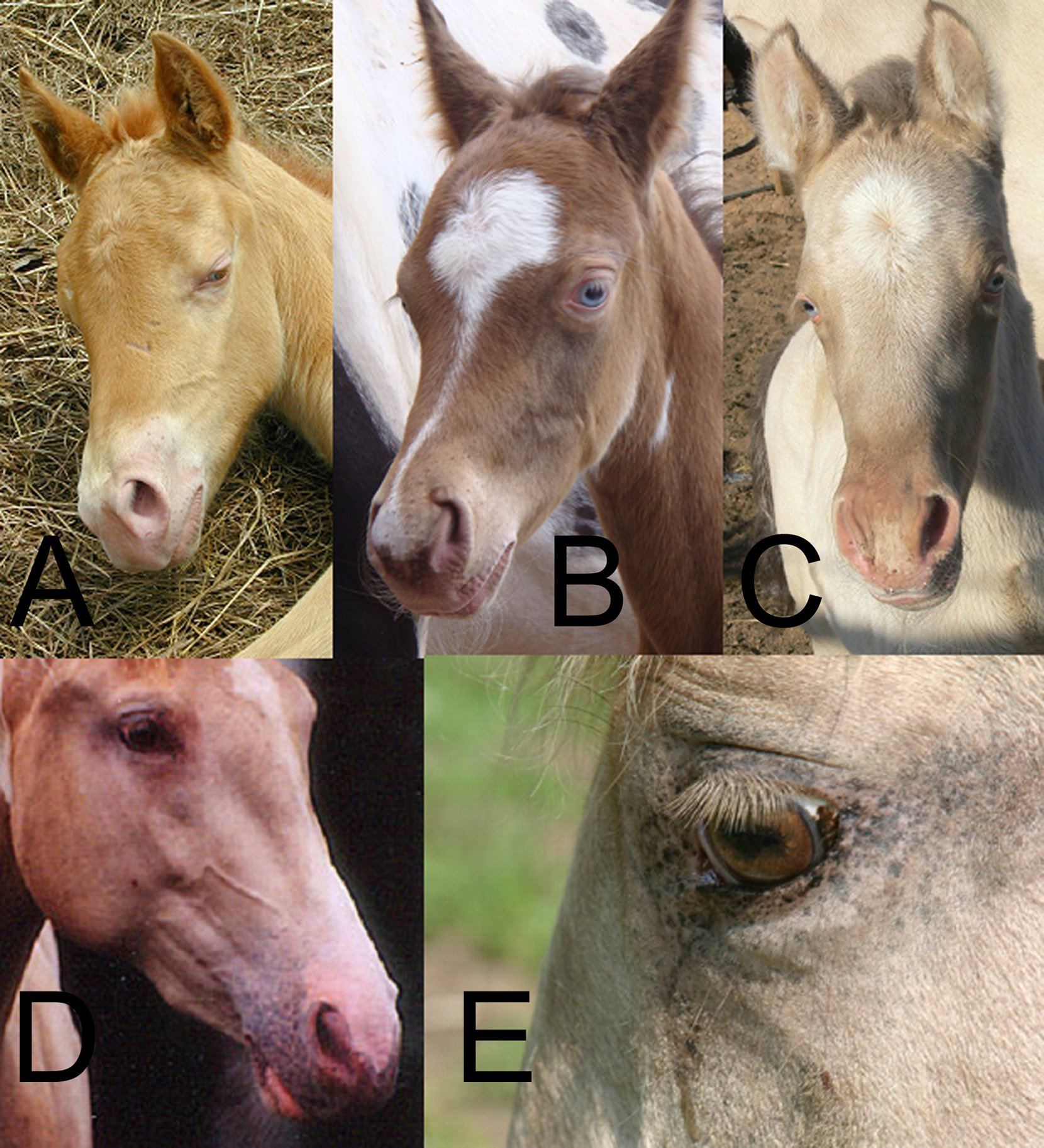
Oben: Fohlen der drei Champagnefarben mit rosa Haut und blauen Augen
Unten: Gesprenkelte Haut und haselnussbraune Augen bei erwachsenen Pferden der Farbe Champagne

Als Champagne bezeichnet man bei Pferden diejenigen Farben, die durch das Champagne-Gen aufgehellt wurden. Je nach zugrunde liegender Fellfarbe sind sie golden mit weißer oder schokoladenfarbener Mähne oder sie haben die typische Champagnefarbe mit etwas dunklerer Mähne und Schweif.

## Aussehen
Das Fell hat oft, aber nicht immer, einen metallischen Schimmer. Schwarz wird zu Schokoladenbraun an Mähne und Schweif und etwas heller am Körper ausgebleicht. Braunes Fell wird in der Mähne fast weiß und am Körper golden. Das Fell der Fohlen ist meist dunkler, als es später beim ausgewachsenen Tier sein wird.
Pferde der Farbe Champagne werden mit rosa Haut geboren, die innerhalb der ersten Lebenstage dunkle Punkte bekommt. Erwachsene Tiere haben immer noch rosa Haut mit dunklen Punkten, die aber an Stellen, die der Sonne ausgesetzt sind, mit den Jahren dunkler wird. Bei der Geburt sind die Augen der Fohlen blau, werden in den ersten Lebenstagen heller und dunkeln dann im Laufe der Jahre nach. Sie bekommen mit der Zeit eine haselnussbraune oder leicht grünliche Farbe.

### Classic Champagne

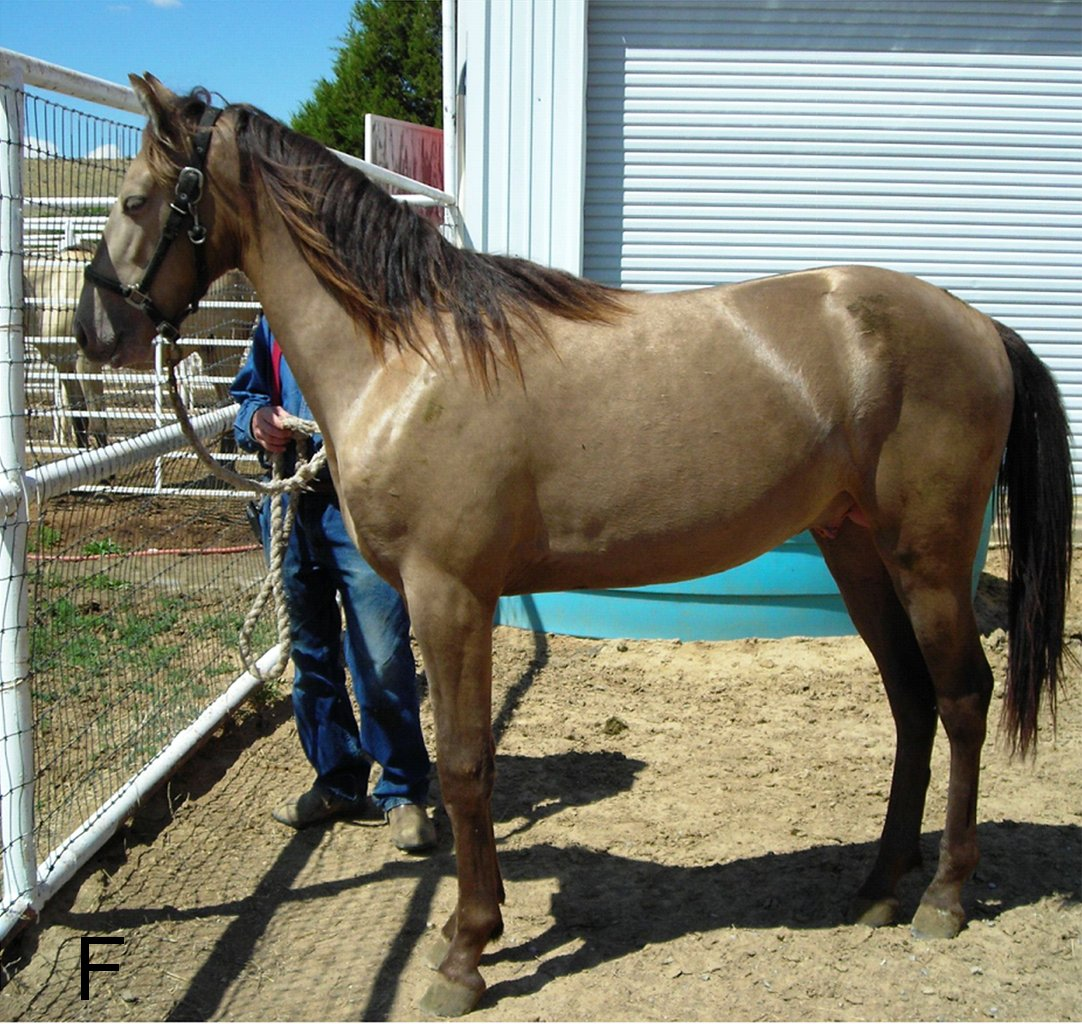
Pferd der Farbe Classic Champagne

Als Classic Champagne wird ein Rappe bezeichnet, der durch das Champagne-Gen aufgehellt wurde. Er wirkt am Körper manchmal eher grau, manchmal geht die Farbe ein wenig ins grau-bräunliche. Mähne und Schweif sind dunkler als der Körper aber nicht schwarz, sondern dunkelbraun.
Verwechslungsmöglichkeit: Der Mausfalbe unterscheidet sich vom Classic Champagne durch dunkelbraune Augen, die oft zweifarbige Mähne deren mittleren Haare schwarz sind und durch die schwarze Haut.

### Amber Champagne

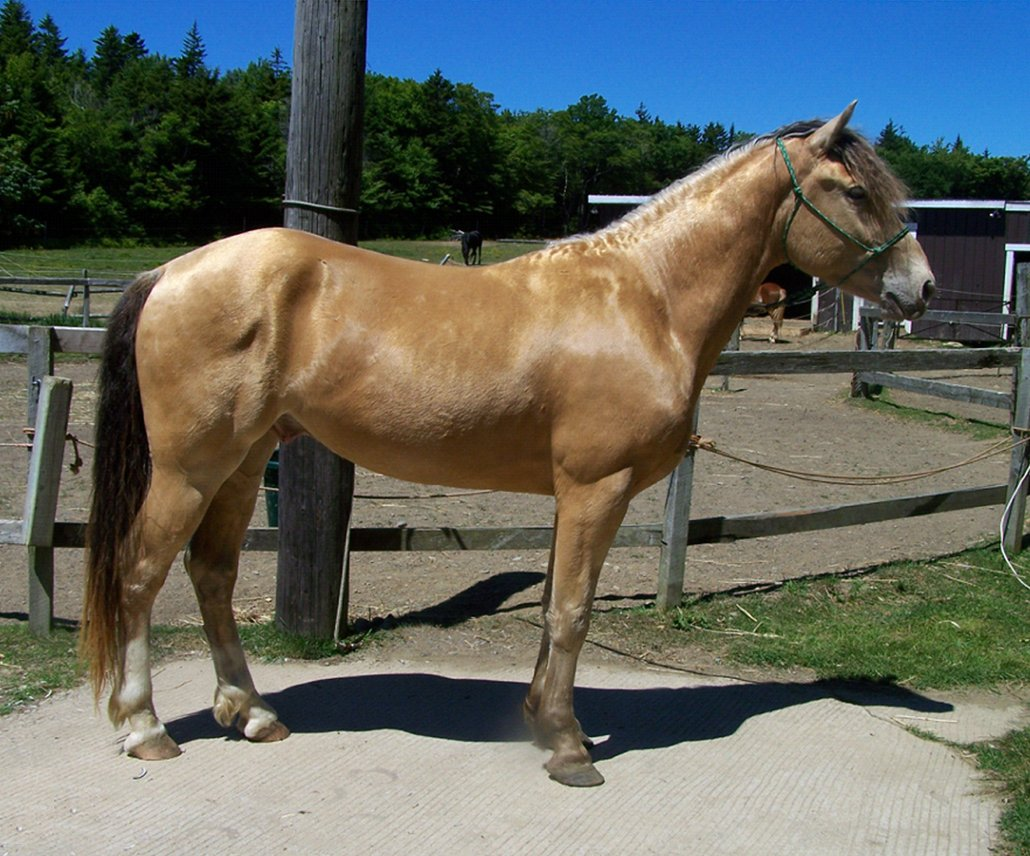
Pferd der Farbe Amber Champagne (An dem linken Hinterbein sieht man deutlich, zusätzlich den Einfluss des Windfarbgens)

Als Amber Champagne wird ein durch das Champagne-Gen aufgehellter Brauner bezeichnet. Sein Fell hat eine goldene Farbe, die aber nie so dunkel sein kann, dass man das Tier mit einem normalen Braunen verwechseln könnte. Mähne und Schweif sind dunkelbraun.
Als Sable Champagne wird ein durch das Champagne-Gen aufgehellter Schwarzbrauner bezeichnet. Sein Fell hat eine braun-goldene Farbe. Mähne und Schweif sind ebenfalls dunkel.
Verwechslungsmöglichkeiten:
- Braunfalbe: Er unterscheidet sich durch die dunklere Haut, dunklere Augen und die zweifarbige Mähne, deren mittleren Haare schwarz sind.
- Braunisabelle: Unterscheidet sich durch seine dunkle Haut und die dunklere Mähne.

### Gold Champagne

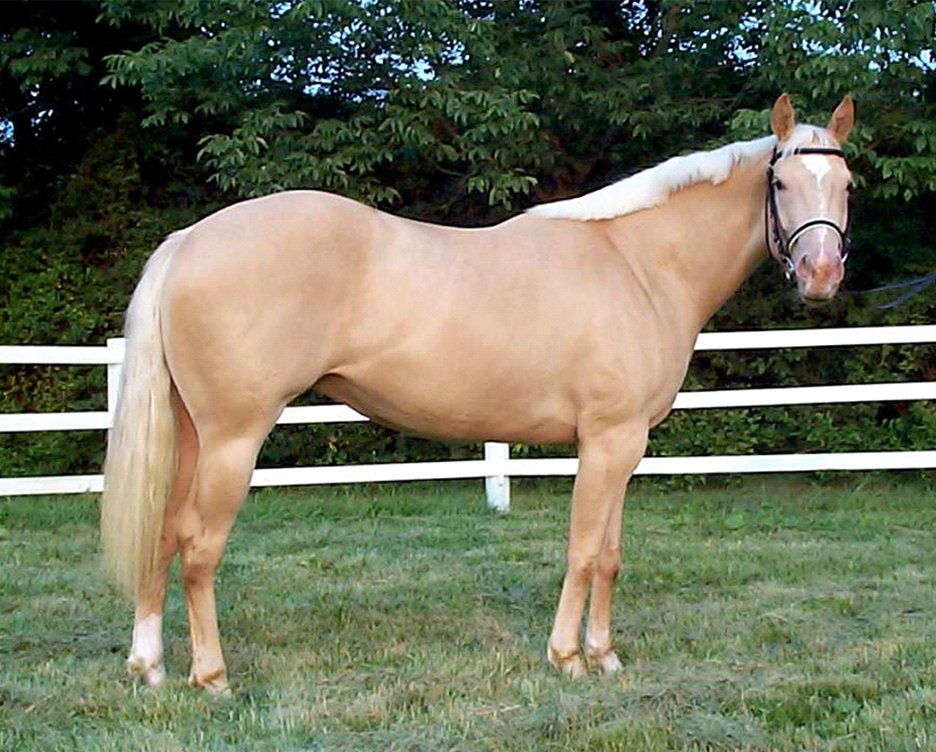
Pferd der Farbe Gold Champagne

Der Gold Champagne ist ein durch das Gen aufgehellter Fuchs. Sein Fell kann goldfarben oder etwas heller sein, wird aber nie so dunkel, dass man es mit einem Fuchs mit Flaxen verwechseln könnte.
Verwechslungsmöglichkeit: Der Isabelle unterscheidet sich durch seine dunklere Haut vom Gold Champagne.

### Doppelt durch Champagne aufgehellt
Pferde, die das Champagne-Gen doppelt tragen haben auch als ausgewachsene Tiere völlig rosa Haut mit weniger als halb so vielen dunklen Flecken wie heterozygote. Da beide bekannten Fälle aufgehellte Füchse sind, ist unklar, inwieweit sich das Aussehen der aufgehellten Braunen und Rappen von dem Gelblich-Weiß der doppelt aufgehellten Füchse unterscheidet. Hier ist allerdings fraglich ob obige Fälle nicht doch aus der Kombination von Pearl und Cream Gen entstanden und nicht in Interaktion mit dem Champagner-Gen. Da letzteres ein dominantes Gen ist, sollten keine Unterschiede zum heterozygoten Trägertier sichtbar sein. Siehe hierzu "Interaktion".

### Interaktionen mit anderen Genen

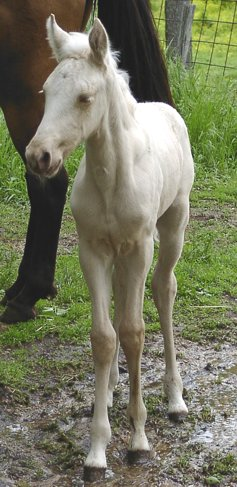
Ivory Champagne: Durch Cream und Pearl-Gen aufgehellt. Lange Zeit glaubte man, dass diese Kombination dem Champagner-Gen und dem Cream-Gen zugeordnet werden konnte. Inzwischen hat sich ein weiteres Gen, das Pearl-Gen als jenes entpuppt, welches mit dem Cream-Gen additiv wirkt. Somit entstehen völlig aufgehellte die im Phänotyp den doppelt aufgehellten Cream-Trägern ähnlich sehen (blaue Augen, rosa Haut, Deck- und Langhaar komplett aufgehellt).

## Rassen

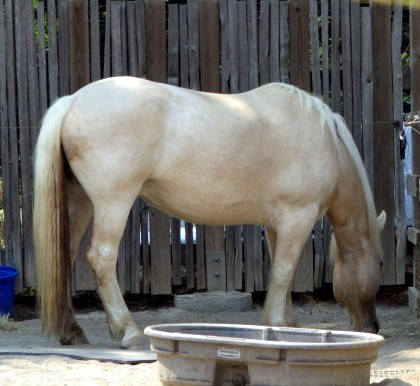
American Cream Draft Horses sind wahrscheinlich deshalb oft so hell, da viele von ihnen reinerbig für das Champagne-Gen sind.

Die Farbe Champagne tritt bei folgenden Rassen auf: American Miniature Horse, American Quarter Horse, American Paint Horse, American Saddlebred, Appaloosa, Missouri Foxtrotter, Spanish Mustang, Spotted Saddle Horse, Tennessee Walking Horse, Halbblut Araber. American Cream Draft Horses sind durchweg durch Champagne aufgehellte Füchse.

## Genetik
Das Champagne-Gen (Chc) befindet sich auf dem Chromosom ECA14 und ist eine Mutation des SLC36A1-Gens (Solute Carrier 36 family A1), das auch PAT1 (proton/amino acid transporter 1) oder LYAAT1 (lysosomal amino acid transporter 1) genannt wird.
Das Gen kodiert einen Transporter, der Aminosäuren und Protonen durch Membranen transportiert. Dieser Transporter ist vermutlich dafür zuständig in den Melanosomenvorstufen den richtigen pH-Wert für die Melaninproduktion einzustellen. Die aufgehellte Farbe der betroffenen Pferde kommt wahrscheinlich dadurch zustande, dass der pH-Wert der Melanosomen bei den Pferden mit der Mutation falsch eingestellt ist und dadurch die Melaninherstellung nicht richtig funktioniert.
Die Aufhellung durch das Gen wird intermediär vererbt. Das heißt, Tiere, die das Gen doppelt tragen, sind etwas stärker aufgehellt, haben eine hellere Augenfarbe und haben weniger dunkle Punkte auf der rosa Haut. Die Ausprägungen der homozygoten Farbe überschneiden sich jedoch mit der heterozygoten Ausprägung und sind schwer zu unterscheiden, so dass oft gesagt wird, die Farbe würde dominant vererbt.